# Тянево (област Добрич)
 За другото българско село вижте Тянево (Област Хасково).  
Тянево е село в Североизточна България. То се намира в община Добричка, област Добрич.

## География
Село Тянево се намира на 27 километра северно от град Добрич. Разположено е в равнинно-хълмист район.

## История
Старото име на селото е Базаурт.
При избухването на Балканската война в 1912 година един човек от Базаурт (Голям, Малък или Среден) е доброволец в Македоно-одринското опълчение.

## Население
Преброяване на населението през 2011 г.
Численост и дял на етническите групи според преброяването на населението през 2011 г.:
|                     | Численост | Дял (в %) |
| Общо                | 161       | 100,00    |
| Българи             | 59        | 36,64     |
| Турци               | 0         | 0,00      |
| Цигани              | 0         | 0,00      |
| Други               | 0         | 0,00      |
| Не се самоопределят | 0         | 0,00      |
| Неотговорили        | 99        | 61,49     |

## Личности
Родени в Тянево
- Никола Костов (1877 – ?), македоно-одрински опълченец, Огнестрелен парк на МОО, роден в Голям, Малък или Среден Базаурт[4]